# Орлова Балка (Знам'янський район)
Орлова Балка — колишній населений пункт в Кіровоградській області у складі Знам'янського району. Було включене до складу села Петрове 1958 року.

## Стислі відомості
Орлова Балка (також Кадигрибка) розташовувалася в долині річки Скелеватки (Скельової) на південному боці
Знам'янки та сучасному терені села Петрового. У XVIII та першій половині ХІХ століття таку назву мала вся долина Скелеватки. За переказами, зафіксованими у друкованих виданнях, тут був зимівник запорізького козака Орла — який під час гайдамацького руху на Правобережжі у XVIII столітті керував загоном повстанців. В документах 1775 року фіксують тут село Орлову Балку польського полковника Івана Мервенського.

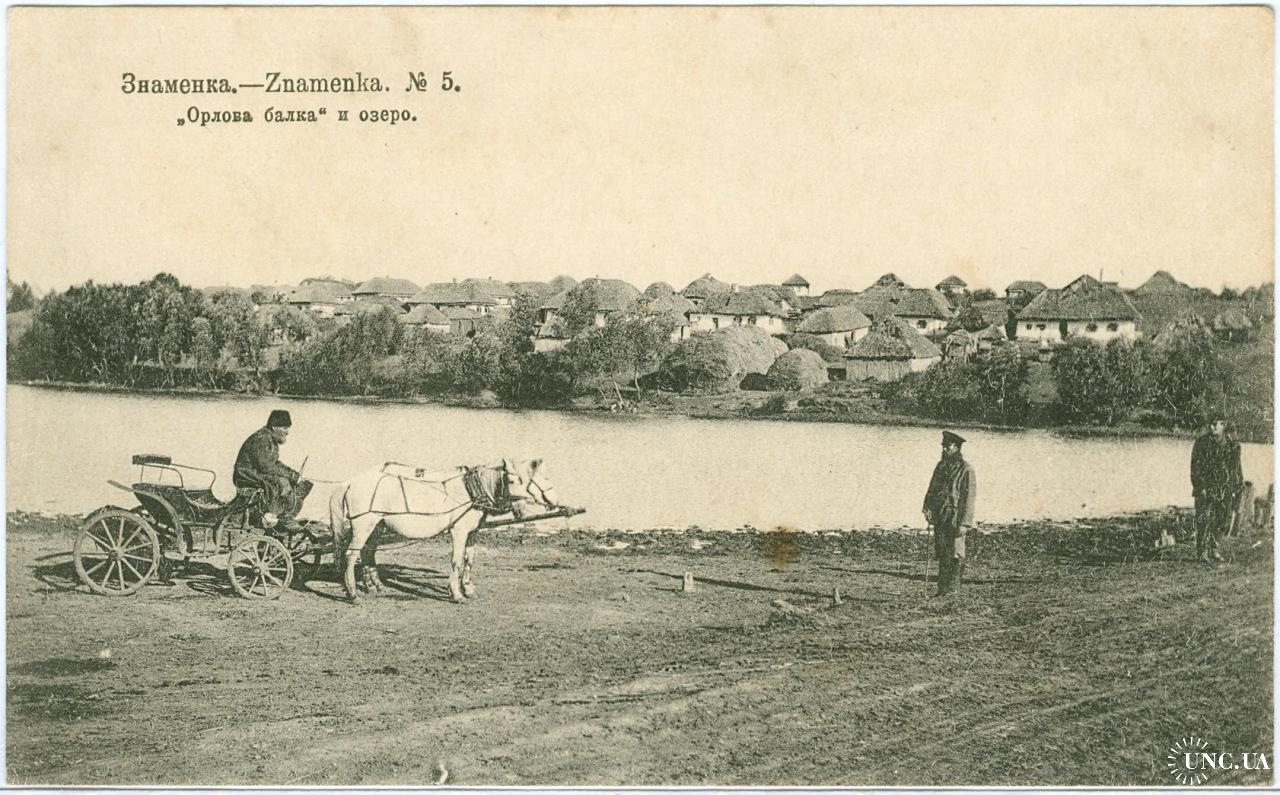
фото початку 1910х років

В часи Голодомору 1932—1933 років нелюдською смертю померло не менше 4 людей.
Включене до складу села Петрове 1958 року.